# Epoch Co.
Epoch Co., Ltd. är ett japanskt leksak- och dataspelföretag grundat 1958, vilket är mest känt för tillverkning av Barcode Battler- och Doraemon-datorspel och Skogsfamiljerna serie leksaker. 